# Eumannia lepraria
Eumannia lepraria is een vlinder uit de familie spanners (Geometridae). De wetenschappelijke naam is voor het eerst geldig gepubliceerd in 1909 door Rebel.
De soort komt voor in Europa.